# Penzing, Landsberg
Penzing là một đô thị thuộc huyện Landsberg trong bang Bayern của nước Đức.